# Région à sursauts de formation d'étoiles
Vous pouvez partager vos connaissances en l’améliorant (comment ?) selon les recommandations des projets correspondants.

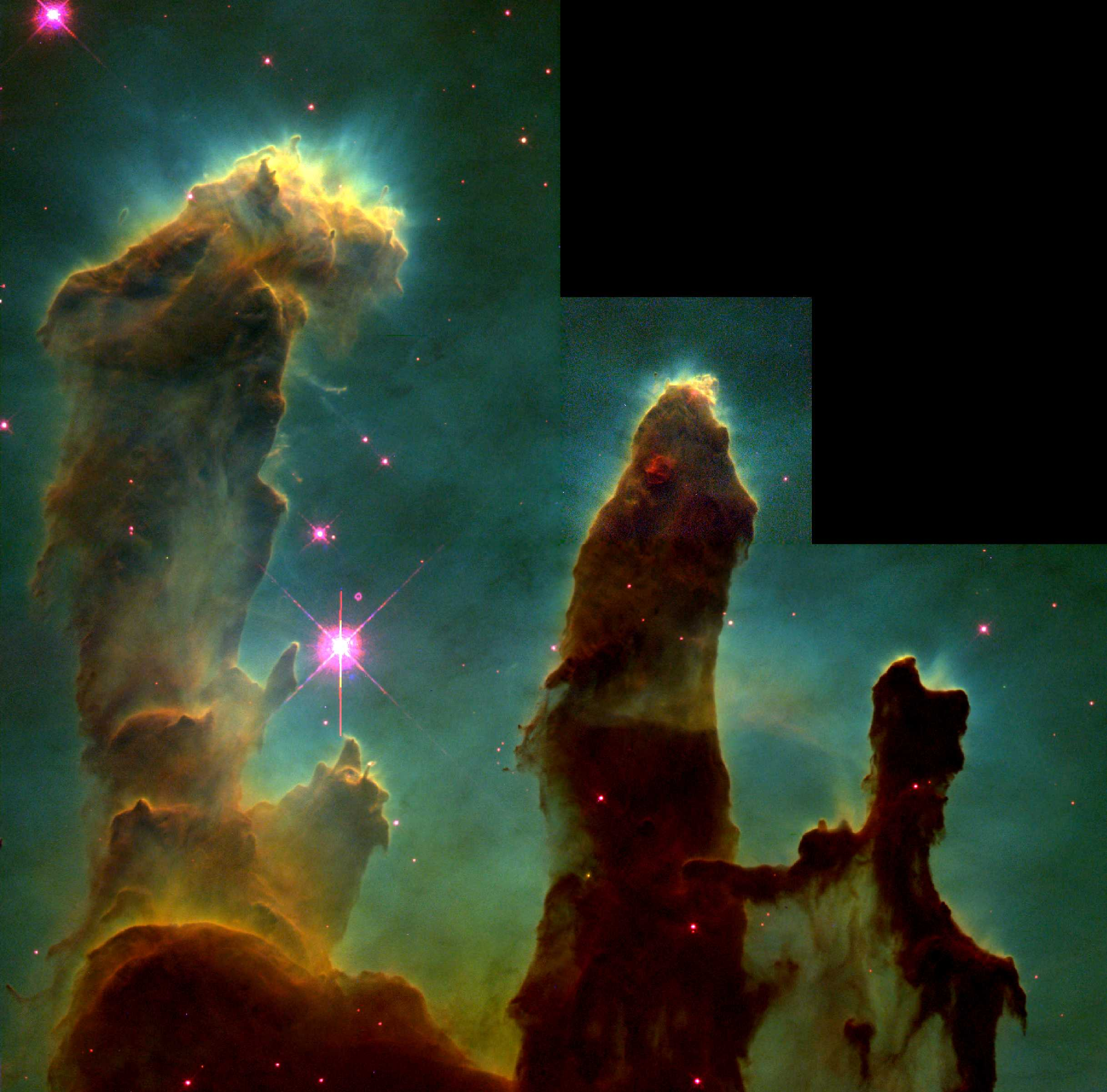
Piliers de la Création (Nébuleuse de l'Aigle) : Cette image présente une portion des Piliers de la Création, une formation de gaz et de poussière dans la Nébuleuse de l'Aigle (M16). Les piliers sont illuminés et sculptés par le rayonnement des jeunes étoiles, et sont un lieu de formation d'étoiles

En astronomie, une région à sursaut de formation d'étoiles est une région de l'espace avec un taux de formation d'étoiles anormalement élevé. Ce sursaut peut concerner une galaxie entière ou une petite partie de celle-ci.

## Condition d'un sursaut
Un sursaut nécessite une accumulation de gaz dans un endroit de l'espace comme dans une nébuleuse. Une supernova, en explosant crée une onde de choc qui peut faire pression sur le gaz interstellaire et le comprimer. Cette compression entraîne alors une création intensive d'étoiles. Plus le temps passe, plus le gaz est consommé par la formation stellaire et moins les sursauts peuvent se produire.

## Exemple dans notreVoie lactée
Le centre de notre galaxie est plus propice à créer des sursauts car la concentration en gaz est encore grande par rapport à l'environnement du Soleil.